# 基利諾奇區
基利諾奇區是斯里蘭卡北部省的一個區。面積1,279平方公里。2001年估計人口127,263人。首府基利諾奇。